# Ivan Jankov
Ivan Jankov Marinov (Иван Янков Маринов  * 7. června 1951 Orešak, Bulharsko) je bývalý bulharský zápasník, volnostylař. V roce 1980 vybojoval na olympijských hrách v Moskvě stříbrnou medaili v kategorii do 68 kg. V roce 1976 vybojoval na hrách v Montrealu páté místo v kategorii do 62 kg.